# 井泉
井泉（いせん）は、東京都文京区湯島に本店を置くとんかつ専門店である。
1930年（昭和5年）、とんかつ専門店の多い東京上野に「セイセン」の名で店を構えたのが始まりで、各地に暖簾分けによる店舗を有する。「かつサンド」発祥の店としても知られ、1963年（昭和38年）の映画 『喜劇 とんかつ一代』（東宝）のモデルともなった。

## かつサンド
初代・石坂一雄が1930年（昭和5年）、箸で切れるやわらかいトンカツを完成させたのが始まり。1935年（昭和10年）に初代・石坂登喜（女将）が、当時の下谷花柳界の芸者衆の口が汚れないようにと、パンにはさんで小さなかつサンドを作ったのが始まりとする、かつサンド発祥の店としても知られる。

## 暖簾分け
直営店は湯島の本店、上野松坂屋地下、日本橋高島屋地下の3店のみである。
井泉から暖簾分けした店は「お箸できれるやわらかいとんかつ」のキャッチフレーズと「豚さんマーク」を使用して「○○（地名）井泉」の屋号で営業していることが多い。銀座、浅草、日本橋、吉祥寺などに店があったが、すでに閉店した。
あさひ川井泉
1972年（昭和47年）7月に湯島本店より暖簾分けし、北海道旭川市にて開業。旭川市・札幌市にて「井泉」を展開するほか、旭川市内に新業態「かつ伴」を展開。

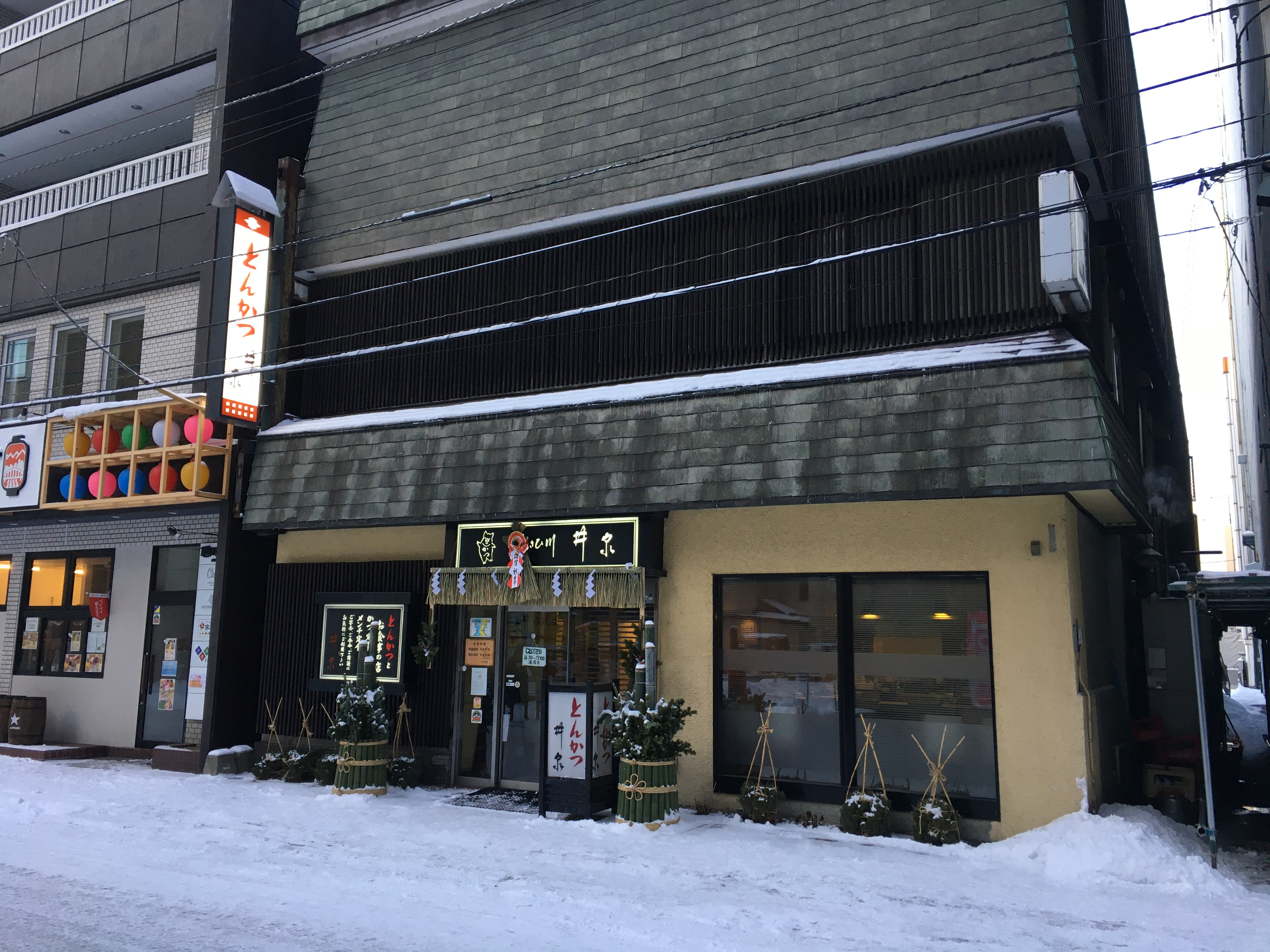
あさひ川井泉2条店 （北海道旭川市）

## 「まい泉」との関係

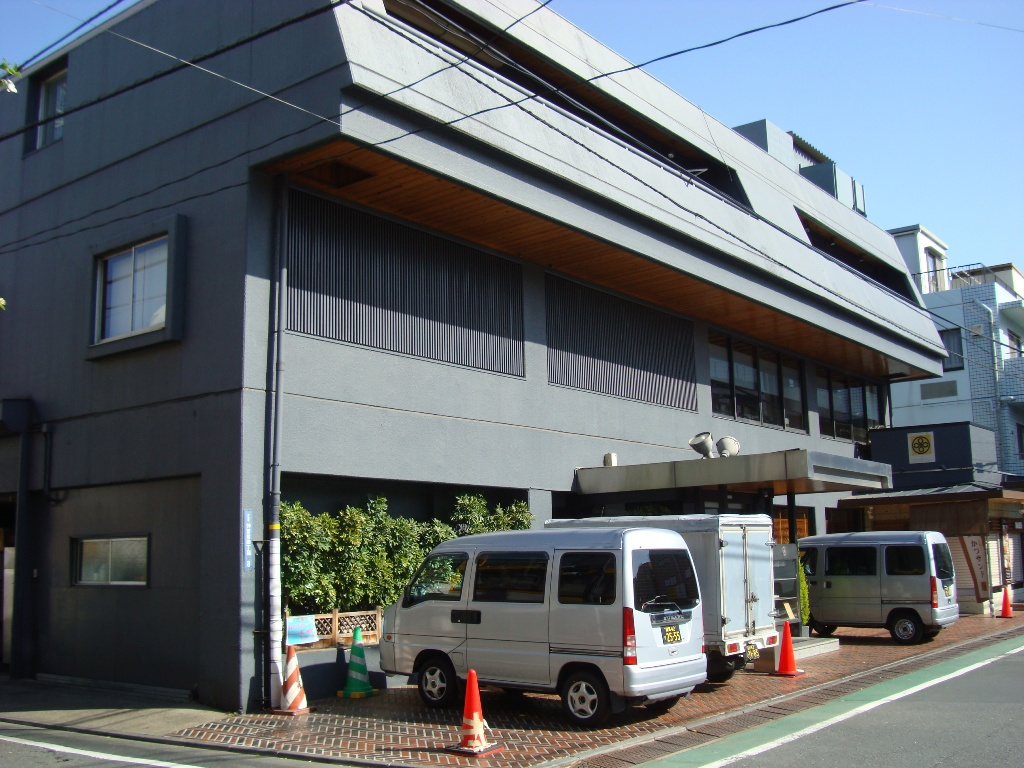
まい泉 青山本店

1978年（昭和53年）から東京都渋谷区神宮前に店舗を構えるとんかつ店『まい泉』（まいせん）も井泉から独立した店であるが、正式な暖簾分けではない。事後承諾の名称使用許可の下で「青山井泉」という屋号を使用していたが、1983年（昭和58年）の本店改築を期に商号を変更した。この『まい泉』を運営する井筒まい泉株式会社は、2008年（平成20年）3月サントリーの傘下に入った。

## ギャラリー

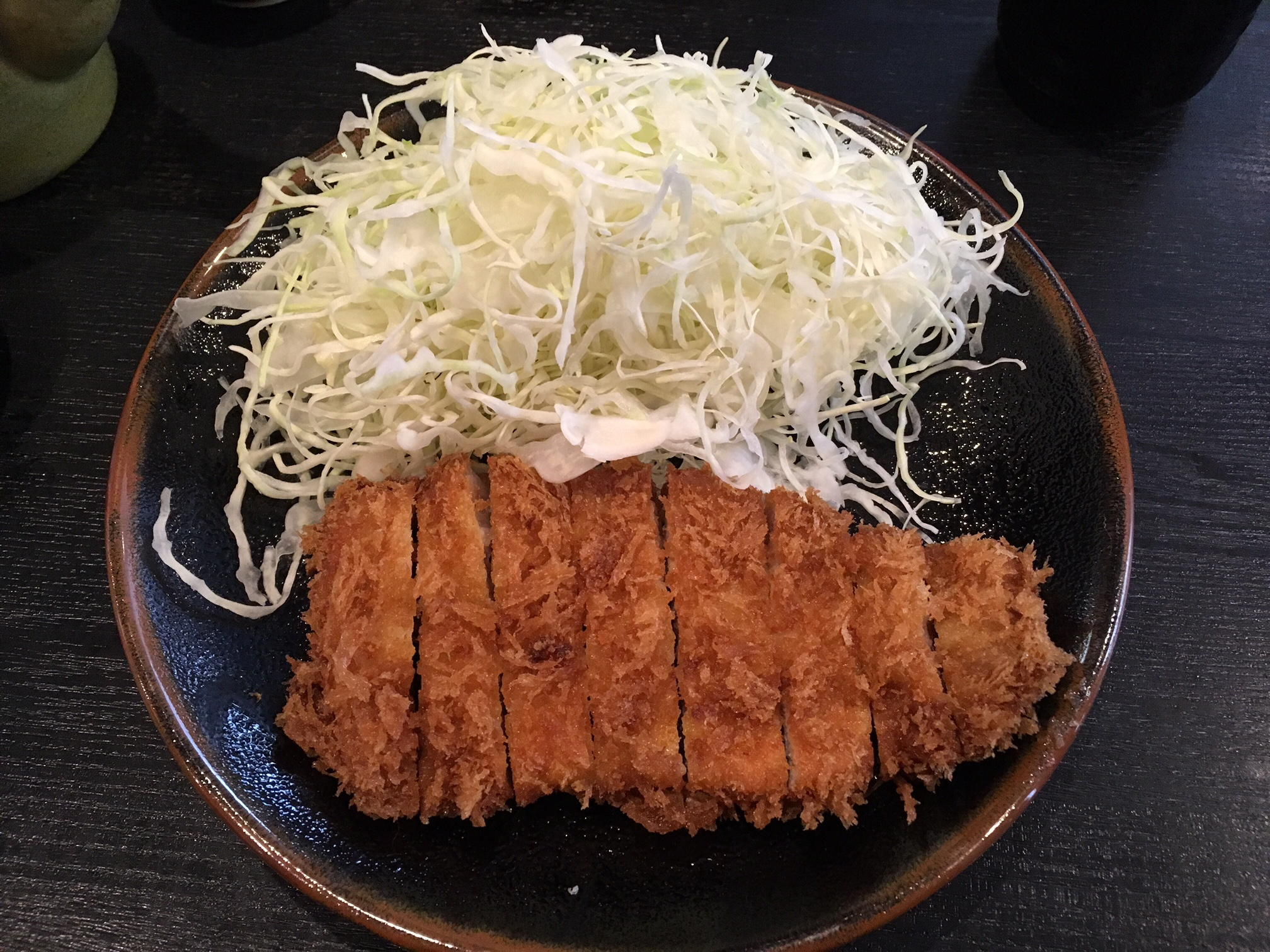
ロースカツ
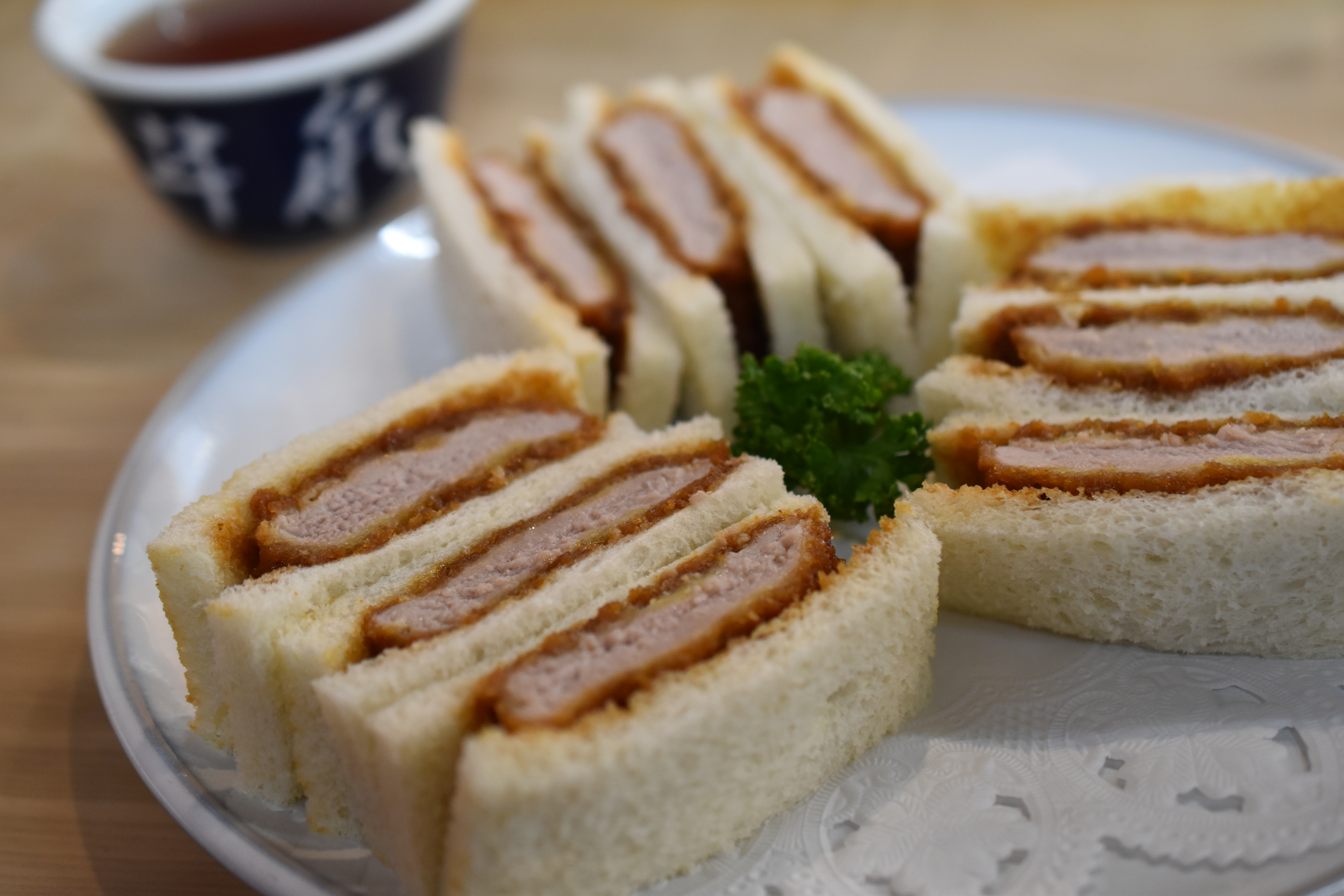
かつサンド